# Castillo de Bayuela
Castillo de Bayuela ist ein Ort und eine Gemeinde (Municipio) im Nordosten der Provinz Toledo in Spanien mit 921 Einwohnern (Stand: 2024). 

## Lage
Castillo de Bayuela liegt etwa 58 Kilometer westnordwestlich von Toledo in einer Höhe von ca. 565 m. Am Südrand der Gemeinde fließt der Alberche, der hier zum Stausee Embalse de Cazalegas.
In Castillo de Bayuela herrscht ein kontinentales Klima mit extremen Temperaturen und starken Amplituden. Die Niederschläge sind sehr unregelmäßig und selten, meist im Herbst und Frühling konzentriert.

## Bevölkerungsentwicklung
| Jahr      | 1970 | 1981 | 1991 | 2001 | 2011 | 2021 |
| Einwohner | 1289 | 1148 | 1067 | 1007 | 1051 | 918  |

Trotz der zunehmenden Mechanisierung der Landwirtschaft und der Aufgabe bäuerlicher Kleinbetriebe ist die Bevölkerung – hauptsächlich durch Zuwanderung – seit den 2000er Jahren deutlich angestiegen.

## Sehenswertes
- Andreaskirche (Iglesia de San Andrés)

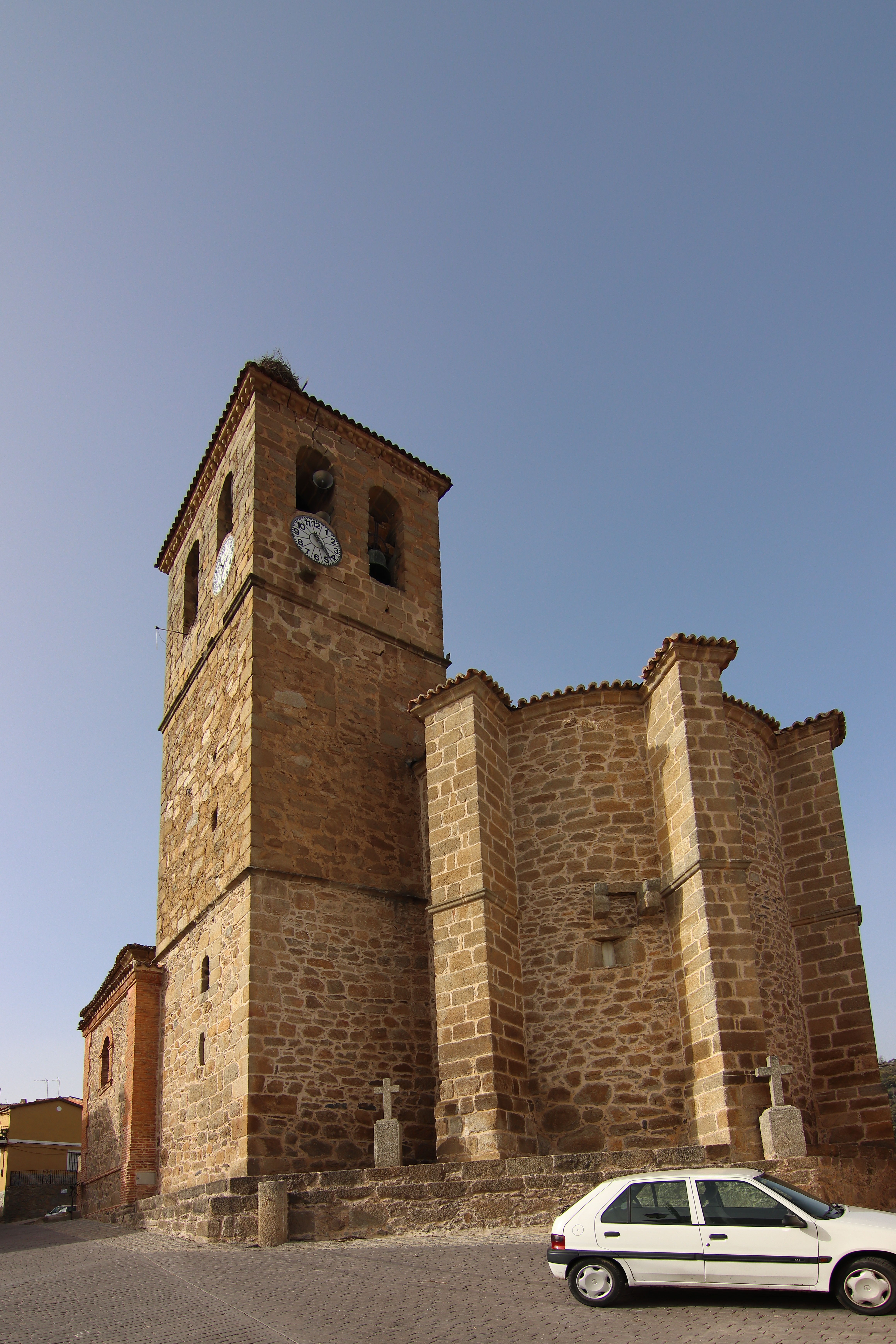
Andreaskirche
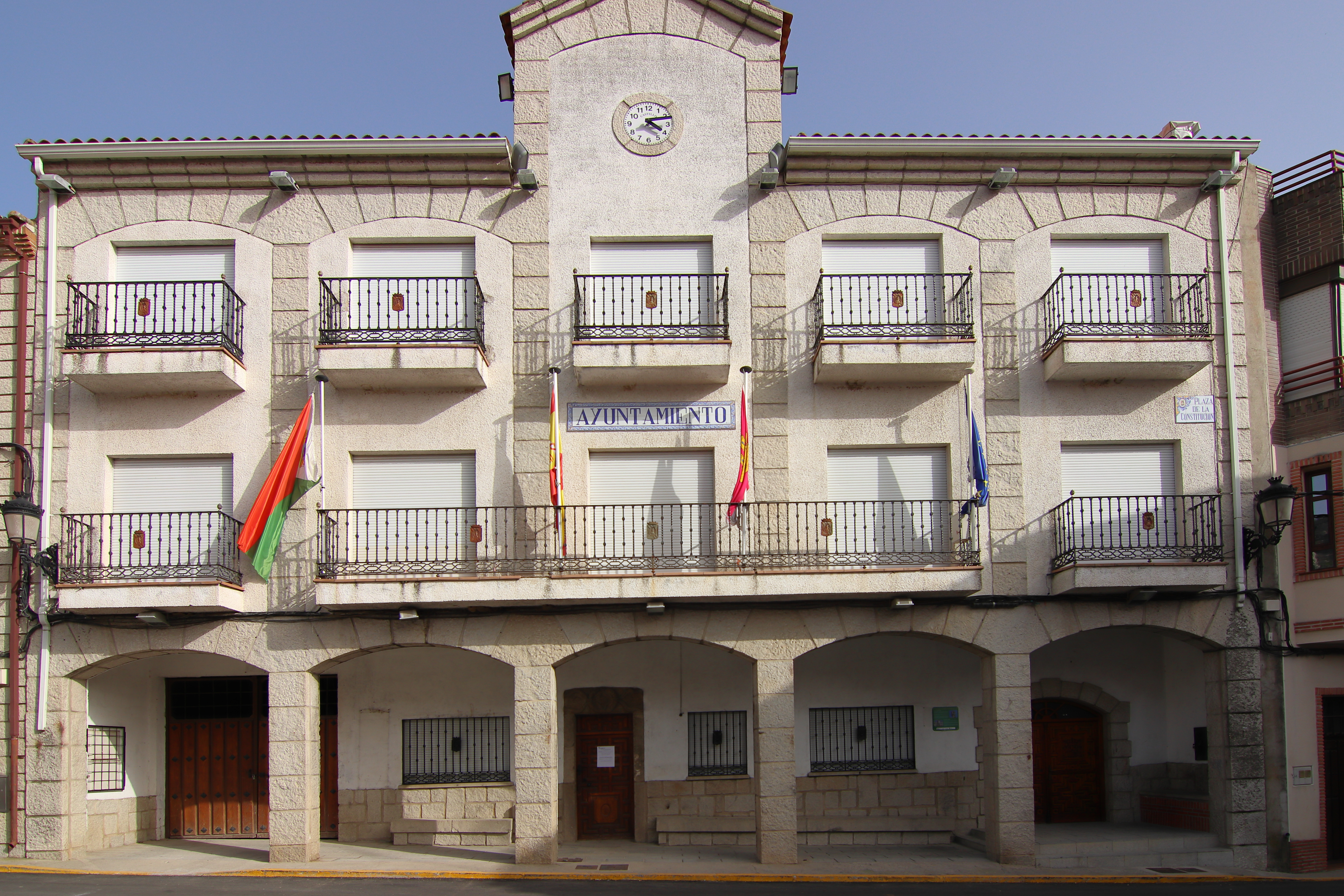
Rathaus

## Persönlichkeiten
- Jorge Pulido (* 1991), Fußballspieler